# The Woman I Am
The Woman I Am es el cuarto álbum de estudio del artista de música country estadounidense Kellie Pickler. Fue lanzado el 11 de noviembre de 2013 a través de Black River Entertainment. El álbum incluye los sencillos «Someone Somewhere Tonight», «Little Bit Gypsy» y «Closer to Nowhere».

## Contenido
The Woman I Am fue producido por Frank Liddell y Lucas Wooten, el mismo equipo que produjo el tercer álbum de Pickler, 100 Proof. Pickler coescribió tres de los doce temas del disco, todos los cuales ella coescribió con la ayuda del marido y compositor Kyle Jacobs.
«Someone Somewhere Tonight», una canción previamente grabado por Kenny Rogers y Pam Tillis, fue lanzado como el primer sencillo del álbum, el 14 de mayo de 2013. Después de ocho semanas, se alcanzó una posición de número 49 en la lista Billboard Country Airplay en julio de 2013. «Little Bit Gypsy», fue lanzado el 20 de agosto de 2013 como segundo sencillo.

## Lista de canciones
| N.º | Título                      | Escritor(es)                                   | Duración |  |
| 1.  | «Little Bit Gypsy»          | Kyle Jacobs, Tammi Kidd Hutton, Fred Wilhelm   | 3:06     |  |
| 2.  | «Ring for Sale»             | Jim Beavers, Chris Stapleton                   | 3:24     |  |
| 3.  | «Buzzin'»                   | Steve Moakler, TJ Osborne, John Osborne        | 3:28     |  |
| 4.  | «The Woman I Am»            | Jacobs, Kellie Pickler                         | 3:02     |  |
| 5.  | «Closer to Nowhere»         | Carson Chamberlain, Wade Kirby, Phil O’Donnell | 3:24     |  |
| 6.  | «Selma Drye»                | Phillip Lammonds, Billy Montana, Pickler       | 3:49     |  |
| 7.  | «I Forgive You»             | Hillary Lindsey, Aimee Mayo, busbee            | 3:32     |  |
| 8.  | «Bonnie and Clyde»          | Jacobs, Pickler, Liz Rose                      | 3:10     |  |
| 9.  | «Where Did Your Love Go»    | Kalisa Ewing, Rivers Rutherford                | 3:51     |  |
| 10. | «No Cure for Crazy»         | Jacobs, Joe Leathers, Montana, John Ozier      | 2:56     |  |
| 11. | «Tough All Over»            | Gary Nicholson, Leslie Satcher                 | 3:29     |  |
| 12. | «Someone Somewhere Tonight» | Davis Raines, Walt Wilkins                     | 4:08     |  |

## Rendimiento en las listas
El álbum debutó en el puesto número 19 en el Billboard 200, y número 4 en la lista Top Country Albums, con unas ventas de 16,000.

### Álbum
| Listas (2013)                       | Mejor posición |
| ----------------------------------- | -------------- |
| Estados Unidos (Billboard 200)      | 19             |
| Estados Unidos (Top Country Albums) | 4              |
| Estados Unidos (Independent Albums) | 1              |